# ISO/IEC 6937
ISO/IEC 6937 är en teckenkodning för datorer, en multibyte-utvidgning av ASCII, eller rättare av ISO/IEC 646-IRV. Tanken med ISO/IEC 6937 är att stödja diakritiska tecken i europeiska språk som skrivs med latinska tecken. Det finns i dessa språk totalt sett betydligt fler kombinationer än de 128 som är vad som finns utrymme för i en utökad ASCII förutom grundbokstäver mm. I princip stöder ISO/IEC 6937 alla europeiska språk som skrivs med latinska tecken. Standarden är inte mycket använd numera.
Vissa kodvärden används som startbyte för bokstäver med diakriter ("accenter"). Startbytens värde indikerar mestadels vilket diakrit som bokstaven har, och följebyten är ASCII-värdet för bokstaven som diakriten applicerats på. Bara vissa kombinationer av startbyte och följebyte är tillåtna, och att det finns undantag från tolkningsregeln av startbyten för vissa följebyte. Observera dock att inga kombinerande tecken kodas i ISO/IEC 6937. Men man kan representera vissa fristående diakriter, i de flesta fall genom att följebyten är koden för ett blanktecken. Denna standard stöds av Unicode, alltså kan textfiler i ISO/IEC 6937 omvandlas till Unicode och tillbaka till samma ISO/IEC 6937-fil. Men man avråds från att använda denna metod i Unicode. Istället ska man använda de färdiga teckenkombinationer som stöds.
Till exempel representeras i ISO/IEC 6937 grav accent med 0xC1, och tilde med 0xC4. Då tolkas följden 0xC1 (´), 0x61 (a), 0xC4 (~), 0x4E (n) som áñ.